# G-Men '75
G-Men '75 (Gメン'75, Jīmen nana jū-go) est une série télévisée populaire japonaise créée par Tōei et TBS diffusée entre le 1er mai 1975 et le 3 avril 1982 sur le réseau TBS. Une suite, G-Men '82 (Gメン'82, Jīmen hachi-jū ni), a suivi, tout comme des épisodes spéciaux.
La série a également été diffusée à Hong Kong et à Taïwan. Elle est notamment très populaire à Hong Kong qui est l'un des lieux de tournage.
Des réalisateurs tels que Kinji Fukasaku ou Jun'ya Satō ont réalisé certains épisodes.

## Synopsis
L'histoire tourne autour d'une agence d'investigation spéciale, les G-Men. Le personnage principal, qui a couvert toute la série (et a continué dans la suite et les épisodes spéciaux), est le surintendant Tetsuya Kuroki, interprété par Tetsurō Tanba, qui est à la tête de cette agence.

## Distribution deG-Men '75
- Tetsurō Tanba : Tesuya Kuroki
- Daijirō Harada : Ichiro Sekiya
- Fujita Okamoto : Tsusaka
- Mihoko Fujita : Kyōko Hibiki
- Yasuaki Kurata : Yasuaki Kusano
- Yū Fujiki : Hachibe Yamada
- Yōsuke Natsuki : Noriyuki Odagiri
- Gō Wakabayashi : Gorō Tachibana
- Harumi Nakajima : Kyōko Fubuki
- Mari Natsuki : Keiko Tsugawa
- Gō Ibuki : Nakaya
- Maria Mori : Ryoko Hayamizu
- Hiroshi Miyauchi (en) : Kazuhiko Shimaya
- Yūsuke Kawazu : Yoshiaki Nagumo
- Kyōko Enami : Saeko Tsumura
- Takeshi Kaga : Kusaka

## Distribution deG-Men '82
- Tetsurō Tanba : Tesuya Kuroki
- Gō Wakabayashi : Gorō Tachibana
- Saburō Shinoda
- Kentarō Shimizu
- Kōichi Miura
- Bunjaku Han
- Kyōko Enami : Saeko Tsumura